# La Meyze
La Meyze est une commune française située dans le département de la Haute-Vienne, en région Nouvelle-Aquitaine.
Ses habitants s'appellent les Meyzais, Meyzaises.

## Géographie

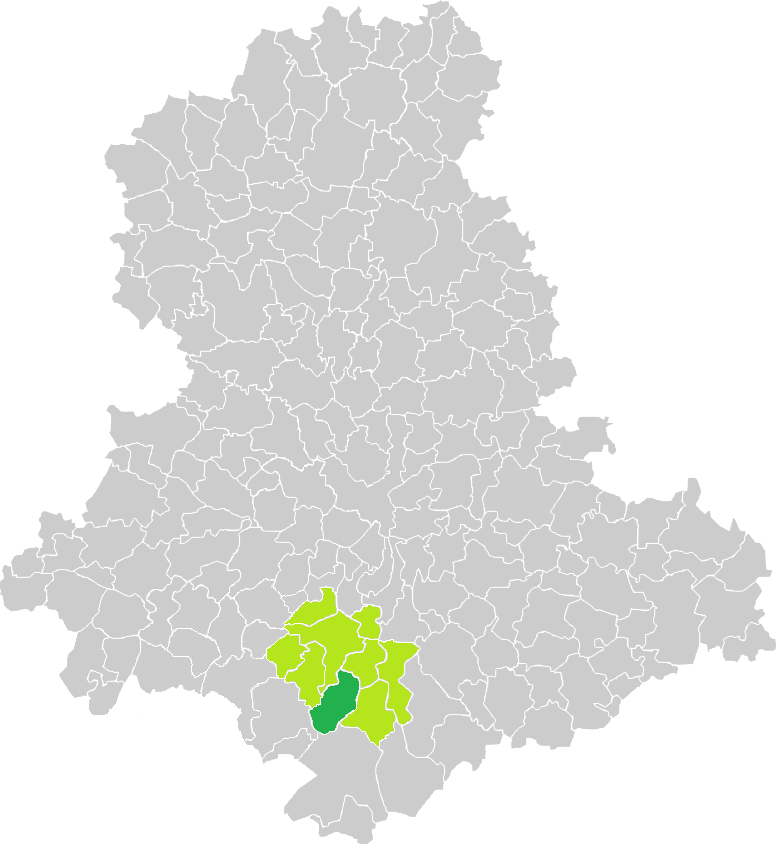
Situation de la commune de La Meyze en Haute-Vienne.

Le village de La Meyze est situé entre Nexon (à 7 km) et Saint-Yrieix-la-Perche (13 km), il fait partie de la communauté de communes de Saint-Yrieix-la-Perche.
Le village comporte aussi des écarts tel le hameau d'Entraigas dont le nom signifierait « entre les eaux ».
Le territoire communal est traversé par la rivière l'Isle et par son affluent, le Crassat.
Sur le territoire de la commune, l'ancienne gare, au lieu-dit Champsiaux, fut dénommée gare de Champsiaux, elle se situe sur la ligne Nexon - Brive.
Actuellement, La Meyze est encore desservie par le train, les convois du réseau TER Nouvelle-Aquitaine reliant Limoges à Brive via Saint-Yrieix s'arrêtant en gare de La Meyze.
| Saint-Hilaire-les-Places | Nexon                  | Janailhac          |
| Ladignac-le-Long         | La Meyze               | La Roche-l'Abeille |
|                          | Saint-Yrieix-la-Perche |                    |

### Climat
Pour des articles plus généraux, voir Climat de la Nouvelle-Aquitaine et Climat de la Haute-Vienne.
Historiquement, la commune est exposée à un climat océanique limousin.  
En 2020, Météo-France publie une typologie des climats de la France métropolitaine dans laquelle la commune est exposée à un climat océanique altéré et est dans la région climatique  Ouest et nord-ouest du Massif Central, caractérisée par une pluviométrie annuelle de 900 à 1 500 mm, maximale en automne et en hiver.
Pour la période 1971-2000, la température annuelle moyenne est de 11,2 °C, avec une amplitude thermique annuelle de 14,8 °C. Le cumul annuel moyen de précipitations est de 1 093 mm, avec 13,6 jours de précipitations en janvier et 7,7 jours en juillet. Pour la période 1991-2020, la température moyenne annuelle observée sur la station météorologique la plus proche, située sur la commune de Nexon à 7,16 km à vol d'oiseau, est de 11,9 °C et le cumul annuel moyen de précipitations est de 1 011,0 mm,. Pour l'avenir, les paramètres climatiques de la commune estimés pour 2050 selon différents scénarios d’émission de gaz à effet de serre sont consultables sur un site dédié publié par Météo-France en novembre 2022.

## Urbanisme

### Typologie
Au 1er janvier 2024, La Meyze est catégorisée commune rurale à habitat dispersé, selon la nouvelle grille communale de densité à sept niveaux définie par l'Insee en 2022.
Elle est située hors unité urbaine. Par ailleurs la commune fait partie de l'aire d'attraction de Limoges, dont elle est une commune de la couronne,. Cette aire, qui regroupe 127 communes, est catégorisée dans les aires de 200 000 à moins de 700 000 habitants,.

### Occupation des sols
L'occupation des sols de la commune, telle qu'elle ressort de la base de données européenne d’occupation biophysique des sols Corine Land Cover (CLC), est marquée par l'importance des territoires agricoles (86,7 % en 2018), une proportion sensiblement équivalente à celle de 1990 (87,2 %). La répartition détaillée en 2018 est la suivante : 
zones agricoles hétérogènes (53,3 %), prairies (29,7 %), forêts (11,8 %), terres arables (3,7 %), zones urbanisées (1,5 %). L'évolution de l’occupation des sols de la commune et de ses infrastructures peut être observée sur les différentes représentations cartographiques du territoire : la carte de Cassini (XVIIIe siècle), la carte d'état-major (1820-1866) et les cartes ou photos aériennes de l'IGN pour la période actuelle (1950 à aujourd'hui).

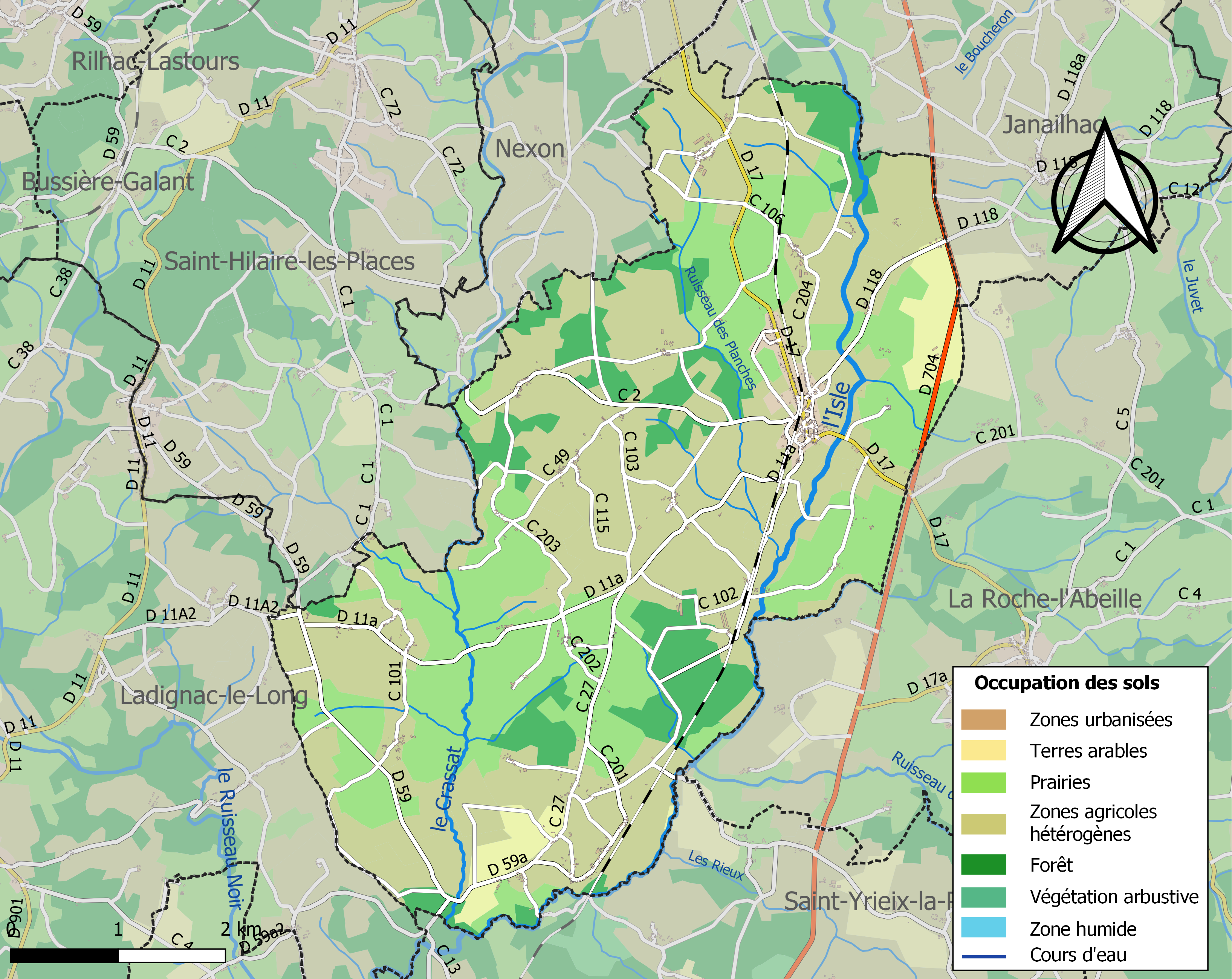
Carte des infrastructures et de l'occupation des sols de la commune en 2018 (CLC).

### Risques majeurs
Le territoire de la commune de La Meyze est vulnérable à différents aléas naturels : météorologiques (tempête, orage, neige, grand froid, canicule ou sécheresse) et séisme (sismicité faible). Il est également exposé à un risque technologique,  le transport de matières dangereuses, et à un risque particulier : le risque de radon. Un site publié par le BRGM permet d'évaluer simplement et rapidement les risques d'un bien localisé soit par son adresse soit par le numéro de sa parcelle.

#### Risques naturels

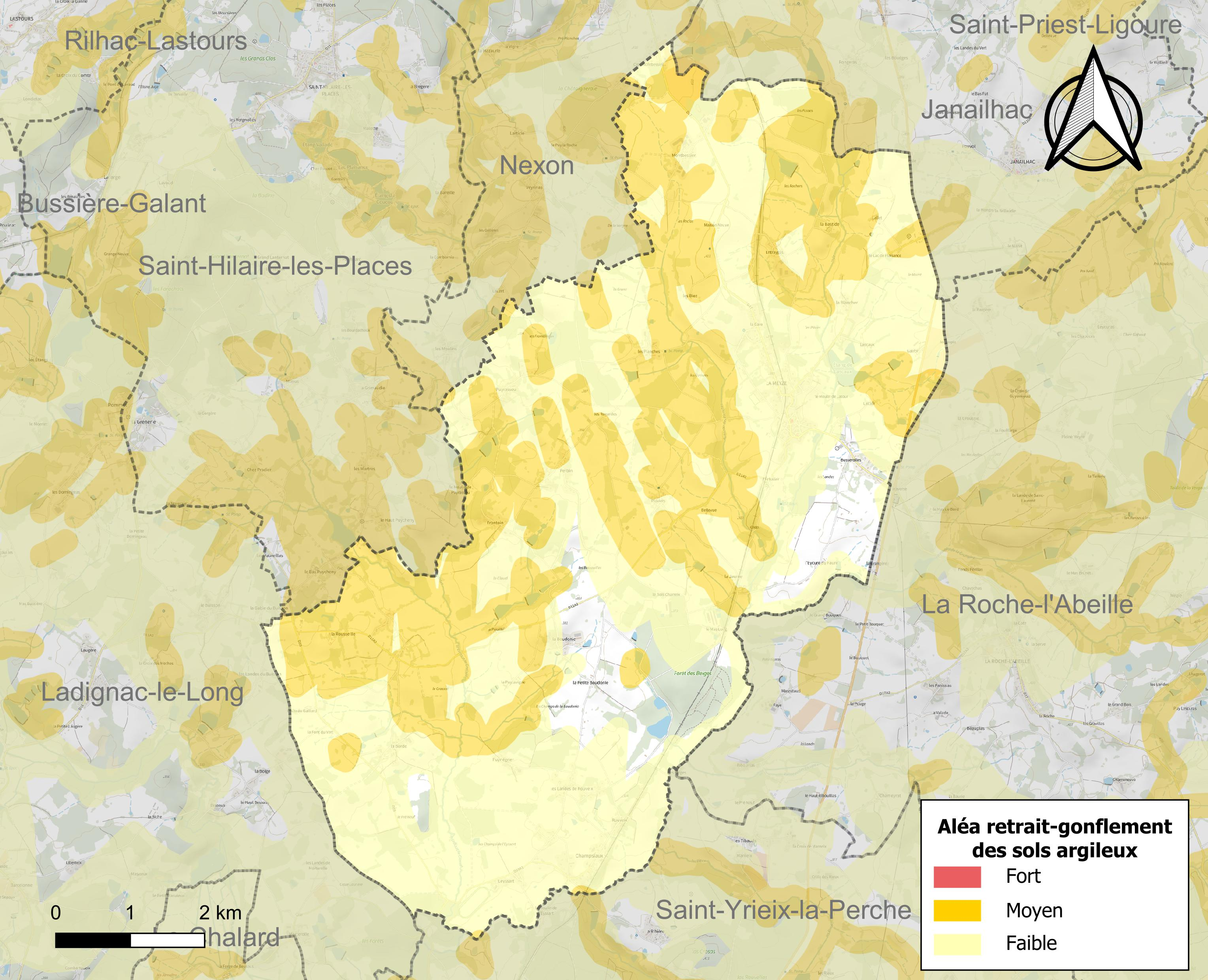
Carte des zones d'aléa retrait-gonflement des sols argileux de La Meyze.

Le retrait-gonflement des sols argileux est susceptible d'engendrer des dommages importants aux bâtiments en cas d’alternance de périodes de sécheresse et de pluie. 40 % de la superficie communale est en aléa moyen ou fort (27 % au niveau départemental et 48,5 % au niveau national métropolitain). Depuis le 1er octobre 2020, en application de la loi ÉLAN, différentes contraintes s'imposent aux vendeurs, maîtres d'ouvrages ou constructeurs de biens situés dans une zone classée en aléa moyen ou fort,.
La commune a été reconnue en état de catastrophe naturelle au titre des dommages causés par les inondations et coulées de boue survenues en 1982, 1993, 1999 et 2007, par la sécheresse en 2018 et 2019 et par des mouvements de terrain en 1999.

#### Risque particulier
Dans plusieurs parties du territoire national, le radon, accumulé dans certains logements ou autres locaux, peut constituer une source significative d’exposition de la population aux rayonnements ionisants. Selon la classification de 2018, la commune de La Meyze est classée en zone 3, à savoir zone à potentiel radon significatif.

## Histoire[19]
Bien avant l’ère chrétienne les Romains avaient été informés de l’existence de mines d’or du côté de La Meyze et avaient décidé d’exploiter ces dernières. Au lieu dit « Leycure au Faure » se croisent d’ailleurs les routes « dites » de l’Or.
L’une suivait la rivière L’isle le long de sa vallée pour rejoindre L’Aquitaine tandis que l’autre cheminait d’Est en Ouest sur un axe Tulle/ Saint-Junien. Sur un autre lieu dit de la commune Puyrassou subsistent encore les vestiges d’une ancienne voie romaine « La Narbonnaise » qui reliait naguère Bourges à Narbonne, ce qui permettait à La Meyze d‘avoir une activité commerciale considérable.
Une autre particularité au lieu dit Perbin, une léproserie créée au Xe siècle par des moines bénédictins venus évangéliser la contrée. Entre le XIe et le XIIe siècle sur les vestiges d’un ancien temple Romain ces mêmes Bénédictins érigèrent une église dédiée à saint Michel, sous le nom de la paroisse Maisa, puis Saint-Michel-de-Mézelier, pour devenir La Meyze.
L’imposant presbytère rappelle l’importance religieuse de la commune car elle fut le chef d’un important archiprêtré, jusqu’à la révolution de 1789 jusqu’à près de 1300 communiants sont dénombrés.
L’église toujours sous la protection de l’archange saint Michel est classée et a la particularité de posséder un puits dans sa crypte, la statue de St Roch et son chien est réalisée en bois polychrome.

## Blasonnement
|  | Les armoiries de La Meyze se blasonnent ainsi : D'argent au soleil couchant d'or sur lequel broche un dextrochère armé d'argent et d'or brandissant une épée d'or, posé en barre et mouvant de l’angle senestre du chef, accompagné en pointe à dextre de trois quartefeuilles de sinople mal ordonnées; le tout enfermé dans une bordure réduite de gueules. |

## Politique et administration
| Période                                  | Période  | Identité          | Étiquette | Qualité |
| ---------------------------------------- | -------- | ----------------- | --------- | ------- |
| mars 2008                                | En cours | Isabelle Barry    |           |         |
| mars 1971                                | 2008     | Pierre Rabaud     | PS        |         |
| 1920                                     | 1970     | Gabriel Debrégéas | PRS       | Député  |
| Les données manquantes sont à compléter. |          |                   |           |         |

## Démographie
L'évolution du nombre d'habitants est connue à travers les recensements de la population effectués dans la commune depuis 1793. Pour les communes de moins de 10 000 habitants, une enquête de recensement portant sur toute la population est réalisée tous les cinq ans, les populations de référence des années intermédiaires étant quant à elles estimées par interpolation ou extrapolation. Pour la commune, le premier recensement exhaustif entrant dans le cadre du nouveau dispositif a été réalisé en 2004.

En 2022, la commune comptait 842 habitants, en évolution de +2,81 % par rapport à 2016 (Haute-Vienne : −0,68 %, France hors Mayotte : +2,11 %).
| 1793  | 1800 | 1806  | 1821  | 1831  | 1836  | 1841  | 1846  | 1851  |
| ----- | ---- | ----- | ----- | ----- | ----- | ----- | ----- | ----- |
| 1 540 | 915  | 1 007 | 1 213 | 1 264 | 1 305 | 1 223 | 1 261 | 1 302 |

| 1856  | 1861  | 1866  | 1872  | 1876  | 1881  | 1886  | 1891  | 1896  |
| ----- | ----- | ----- | ----- | ----- | ----- | ----- | ----- | ----- |
| 1 256 | 1 262 | 1 276 | 1 245 | 1 337 | 1 398 | 1 423 | 1 519 | 1 524 |

| 1901  | 1906  | 1911  | 1921  | 1926  | 1931  | 1936  | 1946  | 1954  |
| ----- | ----- | ----- | ----- | ----- | ----- | ----- | ----- | ----- |
| 1 610 | 1 634 | 1 613 | 1 446 | 1 461 | 1 504 | 1 404 | 1 403 | 1 194 |

| 1962  | 1968  | 1975  | 1982 | 1990 | 1999 | 2004 | 2006 | 2009 |
| ----- | ----- | ----- | ---- | ---- | ---- | ---- | ---- | ---- |
| 1 121 | 1 081 | 1 052 | 968  | 858  | 831  | 843  | 826  | 848  |

| 2014 | 2019 | 2022 | - | - | - | - | - | - |
| ---- | ---- | ---- | - | - | - | - | - | - |
| 825  | 847  | 842  | - | - | - | - | - | - |

## Lieux et monuments
- Église Saint-Michel de La Meyze

## Personnalités liées à la commune
- Gabriel Debrégéas (1882-1970), agriculteur et homme politique français mort à La Meyze.
- Jean Renaudie (1925-1981), architecte et urbaniste né à La Meyze.

## Pour approfondir